# Bruno Gmünder
Bruno Gmünder (* 29. Juni 1956 in Spaichingen) ist ein Aktivist der deutschen Schwulenbewegung und war bis 2011 Verleger des nach ihm benannten Bruno Gmünder Verlages.

## Biographie
Von 1969 bis 1975 war Gmünder Internatsschüler und war über mehrere Jahre Chefredakteur der Schülerzeitung Intern. Ebenso engagierte er sich früh bei Amnesty international. Nach dem Abitur (1975) belegte er bis 1978 an der Ludwig-Maximilians-Universität München Jura, schloss das Studium jedoch nicht ab. Während des Studiums engagierte er sich im linken politischen Spektrum, sympathisierte mit dem Leninismus, Stalinismus, Maoismus und arbeitete auch bei der Roten Hilfe in München mit. Als Zuhörer nahm Gmünder auch an den Stammheimer Prozessen teil.
1977 lernte er Gerd-Christian Freiherr von Maltzahn kennen und wechselte 1978 von München nach Berlin. Ab 1979 arbeitete Gmünder in der seit 1978 bestehenden Prinz Eisenherz Buchhandlung mit. 1981 gründeten Maltzahn und Gmünder den nach Gmünder benannten Verlag, in dem sie als erste Publikation den Stadtführer Berlin von hinten herausbrachten. 1982 erfolgte durch Vermittlung von Berthold Spangenberg eine Neuausgabe des frühen schwulen Romans von Klaus Mann: Der fromme Tanz, zugleich wurde auch ein Magazin namens Torso gegründet (erschienen bis 1983).
Von 1982 an engagierte sich Gmünder als AIDS-Aktivist. 1986 übernahm er die Herausgabe des Spartacus International Gay Guide. Ein Jahr später brachte er erstmals die Zeitschrift Männer heraus. 1988 erfolgte die Eröffnung von bruno’s, einem Buch- und Pornographieladen für Schwule.
Im Juni 2011 verkaufte Gmünder den Verlag an Nikolaus Reis, Tino Henn und Michael Taubenheim. Nach der Insolvenzanmeldung der Bruno Gmünder Group im Mai 2014 hat Bruno Gmünder als Minderheitsgesellschafter zusammen mit dem Rechtsanwalt Frank Zahn die Gmünder Group wieder gekauft. Sie wurde als Bruno Gmünder GmbH fortgeführt. Im Dezember 2015 schied Gmünder als Gesellschafter aus der GmbH aus. Auch diese GmbH stellte im März 2017 einen Insolvenzantrag.
In einer im Februar 2021 veröffentlichten Vorstudie einer Aufarbeitungskommission, in der die Vernetzungen, Organisationsformen und Strukturen Pädokrimineller in West-Berlin seit den 1970er-Jahren dargestellt werden, wird deutlich, dass West-Berlin bis zur Wiedervereinigung das Zentrum pädosexueller Netzwerke war. In diesem Zusammenhang wird der Reiseführer Berlin von hinten, den Bruno Gmünder 1981 gemeinsam mit Christian von Maltzahn herausgab, mehrfach erwähnt.

## Veröffentlichungen (Auswahl)
- Bruno Gmünder, Christian von Maltzahn: Berlin von hinten. Lese- und Reisebuch für Schwule, Gays und andere Freunde. Gmünder, Berlin 1981, ISBN 3-9800578-0-1